# Eveline Gottzein
Eveline Gottzein (Leipzig, 30 de septiembre de 1931-24 de diciembre de 2023) fue una ingeniera alemana y profesora honoraria de ingeniería aeroespacial en la Universidad de Stuttgart.
Después de la media (1949) hizo entrenamiento sobre electrotécnica, y, a continuación, ingeniería eléctrica, matemática y física en la Universidad Técnica de Dresde (1952-1957) y matemática e ingeniería de control en la Universidad Técnica de Darmstadt, de 1957 a 1962. Durante sus estudios, trabajó en la Empresa Electronics Associates Inc. en Bruselas, y a partir de 1959, en la Bölkow KG. En 1983 en la Universidad Técnica de Munich, se doctoró. Desde 1993, es asesora de la Deutsche Aerospace AG. En 1989 y 1996, fue profesora visitante en la Universidad de Stuttgart, en la asignatura de "Regelungsprobleme en el espacio". Desde 1996, era profesora honoraria.
Era experta en el campo de la ingeniería de control, especialmente de la situación de la órbita de satélites y el control de soporte y sistemas para trenes maglev de alta velocidad. Es la primera y hasta su fallecimiento la única mujer con el premio Werner-von-Siemens-Ring .

## Premios y honores
- 1993, Werner-von-Siemens-Ring
- 1996, La Medalla Al Mérito De Baviera
- 1998, Bayerischer Maximiliansorden para la Ciencia y el Arte
- 2000 Gran Cruz De
- 2007 AIAA Fellow
- 2008 IFAC Fellow
- 2011 Distinguida Profesora Afiliada de la Universidad Técnica De Munich